# Michaela Moscouw
Michaela Moscouw (geboren 1961 in Wien) ist eine österreichische Foto-, Video- und Installationskünstlerin.

## Leben und Werk
Michaela Moscouw besuchte eine Kunstgewerbeschule und machte von 1976 bis 1981 eine Ausbildung an der Höheren Graphischen Bundes-Lehr- und Versuchsanstalt. Sie war erst als freiberufliche Grafikerin tätig, 1983 Mitgründerin der Fotogalerie Wien und im Umkreis und in Auseinandersetzung mit dieser Galerie entwickelte sie auf autodidaktische Weise ihr eigenes künstlerisches Werk. Sie lebt vom Kunstmarkt abgewandt am Stadtrand von Wien.
Maria Venzl, Kuratorin der werkumspannenden Ausstellung »Anwesend Abwesend« 2023 in Linz, teilt Michaela Moscouws künstlerische Entwicklung in vier Phasen ein. Ein abstraktes, grafisches Frühwerk, das von der Künstlerin Anfang der 1980er Jahre vollständig zerstört wurde. Anschließend Hinwendung zur Kamera und zu einem fotografischen Frühwerk, in dem sie den eigenen Körper in an den Wiener Aktionismus angelehnten Innenaufnahmen inszenierte – Michaela Moscouw: »Ich glaube, ja, ich bin ein verkappter Aktionist. Ich würde niemals Aktionismus machen vor einem Publikum.« Mitte der 1990er Jahre verlässt ihr Werk die Innenräume und ihre fotografischen Inszenierungen finden nun im öffentlichen Raum statt – Moscouw: »Ich habe eine schreckliche Angst, dass mich irgendwer dabei erwischt. [...] Das ist [...] dieses Spannungsfeld, das ich brauche. Wenn die Möglichkeit ausgeschlossen ist, dass ich erwischt werde, dann kann ich gar nicht.« Es ist bereits Teil des künstlerischen Schaffensprozesses, dass Moscouw stets schon in der »Montur«, jener Kleidung, in der sie sich im Bild zeigen wird, mit dem Fahrrad zum Aufnahmeort begibt. In den 2000er-Jahren folgt dann der Wechsel zur Farbfotografie und ihre Inszenierungen bekommen verstärkt filmischen Charakter.
Fotohistoriker Carl Aigner verortet Michaela Moscouw als späte (1980er) aber typische Vertreterin der österreichischen Strömung der Autorenfotografie und beschreibt ihr Frühwerk mit dem Satz: »Moscouw deals with the phantasms of the obscene that are inscribed in the autobiographical body [Moscouw beschäftigt sich mit den Phantasmen des Obszönen, die sich autobiographisch in den Körper einschreiben]« Kuratorin Margit Zuckriegl sieht sie als »media artist«.
Die Frage der Selbstpräsentation ist kontinuierliches Thema bei Michaela Moscouw, ihr »Antrieb, permanent Bilder zu produzieren, war immer ganz offensichtlich die Suche nach dem eigenen Selbst« (Maria Venzl) – Moscouw: »Also ein Tag, an dem ich mich nicht vor der Kamera in irgendeiner Form bewege oder befinde, das ist wie ein Tag, der nicht festgehalten wurde und der umsonst ist.«, oder auch, in einer sehr frühen Publikation: »Es gibt immer nur Dasselbe. Mich – und das was dazugehört, vom Korsett über Verhütung zu Manderl und Weiberl – das ist halt meine Welt«. Nahezu obsessiv arbeitet sie mit dem Selbstauslöser, bis zu 40 Mal infolge geht sie hinter die Kamera, löst aus, betritt wieder das Bild und nimmt die zu fotografierende Pose immer wieder aufs neue ein.
Künstler und Kurator Josef Wais (FOTOGALERIE WIEN): »Formal bedient sich Michaela Moscouw hemmungslos in der geschichte der kunst [... aber sie] kann sich nicht aus ihrer arbeit ausnehmen, immer ist ihre ganze persönlichkeit, körperlich und seelisch, in den gestaltungsprozeß verwickelt. Dieser prozeß des sich aufmachen – ein geradezu masochistischer Vorgang des Herzeigens und preisgebens – verführt uns zum herumwühlen oder wegschauen.«
Robert F. Riesinger verortet in Moscouws (frühen) Fotografien stets den »weiblichen Körper« im Zentrum, aber dieser befindet sich »nicht [...] am Ort des Weiblichen [...], sondern [durchläuft] die verschiedensten und vielfältigsten Transformierungen und Transcodierungen.« Ein Hauptcharakteristikum der Fotografien von Moscouw sei »das Spiel mit den verschiedenen Rollen, die Erprobung differenter Körperzustände und -bilder«
Michaela Moscouw widersetzt sich in ihrer Fotografie immer wieder den »gängigen Festschreibungen und Erwartungshaltungen«, sie verwendet ungewöhnliche Methoden der Bildherstellung wie »fehlerhaftes, kostengünstiges, leicht verfügbares Material und Billigapparaturen«; sie distanziert sich von der »perfekten Form«, anstatt 'wertvolle' Kunstwerke herzustellen und zu archivieren, zieht sie das Wiederverwenden und Weiterverarbeiten von Arte Povera-Materialien und älteren Fotoarbeiten: ‘Müllbilder‘ hätten dieselbe Daseinsberechtigung wie ‘gute Bilder‘, wird die Künstlerin zitiert. Als Begleitpublikation der Ausstellung ihres Lebenswerks, 2019 in der FOTOGALERIE WIEN, ließ Michaela Moscouw ein Buch herausgeben, das fast ausschließlich aus leeren grauen Seiten besteht und einem versteckten Text, der ein Gedankenexperiment beschreibt, wie man dieses Buch als improvisierte Dunkelkammer nutzen könnte.
Werke von Michaela Moscouw befinden sich in diesen öffentlichen Sammlungen: OÖ Landessammlung, FOTOHOF>ARCHIV, Sammlung Spallart, Sammlung der Kulturabteilung der Stadt Wien, Fotosammlung des Bundes Österreich, Sammlung Museum der Moderne Salzburg.

## Ausstellungen (Auswahl)

### Solo
- 2023 MICHAELA MOSCOUW. Anwesend Abwesend. Francisco Carolinum, Linz
- 2019 michaela moscouw. aus der deponie der fotografie, Fotogalerie Wien[17]
- 2016 Michaela Moscouw. MUSTER - Fotos und Videos, 1991 - 2012, FOTOHOF>ARCHIV
- 2012 uubeurhaoupt, kuratiert von Anja Manfredi, Ve.Schh, Wien[18]
- 2005 Der soziografische Blick 11: Michaela Moscouw, Kunstraum, Innsbruck
- 1999 Iconomanie, Rencontres d’Arles[7]
- 1993 Bilder 1990–1992, FOTOHOF, Salzburg
- 1990 Kanvaró, FOTOHOF, Salzburg
- 1988 Pikturale Faibles. Variationen zu neueren Fotoarbeiten, FOTOHOF, Salzburg

### Gruppenausstellungen
- 2014 Self Timer Stories, Austrian Cultural Forum, New York
- 2012 Ich & Ich. Selbstportraits aus der Sammlung, Museum der Moderne Salzburg
- 2013 Hohe Dosis, FOTOHOF, Salzburg
- 2011 30 Jahre Fotogalerie Wien, Fotogalerie Wien
- 2007 21 Positions, Austrian Cultural Forum, New York
- 2004 Paravent, Factory, Kunsthalle, Krems
- 2004 Gegen-Positionen. Künstlerinnen in Österreich 1960-2000, Museum Moderner Kunst (Passau)
- 2003 Selbst und Andere. Das Bildnis der Kunst nach 1960, Museum der Moderne Salzburg-Rupertinum
- 2003 Mimosen. Rosen. Herbstzeitlosen, Kunsthalle Krems
- 2002 sasiad (ka) - nachbar(i)n, Österreichisches Kulturforum Warschau
- 1998 Offene Grenzen, FOTOHOF, Salzburg
- 1996 Antagonismes. 30 Ans de Photographie Autrichienne 1960-1990, Centre National d'Art Contemporain, Paris
- 1994 Fisch und Fleisch, Kunsthalle Krems
- 1991 Young Austrian Photographers. Punctum, FOTOHOF
- 1989 Konzeptuelle Fotografie. Mit Astrid Klein, Cindy Sherman und Manfred Willmann. Secession, Wien
- 1988 Fotografie Biennale Rotterdam
- 1987 Fotografie in Österreich, Museum Folkwang, Essen
- 1985 Vier Wege, Museum Moderner Kunst Stiftung Ludwig Palais Liechtenstein
- 1983 Neue Fotografie aus Wien, Fotogalerie Wien

## Publikationen
- 2019 WERKSCHAU XXIV: Michaela Moscouw. Wien: FOTOGALERIE WIEN
- 1998 Quelle, Quelle. Sechzig Portraitstücke. Salzburg: FOTOHOF>EDITION.
- 1993 Michaela Moscouw. Text von Robert F. Riesinger. Salzburg: FOTOHOF>EDITION.

### Sekundärliteratur
- 2023 MICHAELA MOSCOUW. Anwesend Abwesend. Herausgegeben von Maria Venzl und Alfred Weidinger, Isolde Perndl. Wien: Schlebrügge:editor, ISBN 978-3-85474-393-4

#### Interviews mit Michaela Moscouw
- Moscouw, Film von Joerg Burger, 2001
- Transkript des Gesprächs zwischen Joerg Burger und Michaela Moscouw im Katalog zur Ausstellung Anwesend Abwesend, Wien: Schlebrügge.editor, ISBN 978-3-903447-03-5
- Studie zur sozialen Lage der freischaffenden Fotografen in Österreich von Michael Mauracher und Rainer Iglar, Interessengemeinschaft Fotografie / FOTOHOF, 1992
- Angela Stief, Kunstforum International: Obsessionen II, Band 226, 2014[19]
- Michaela Moscouw im Gespräch mit Rainer Iglar und Michael Mauracher, 1999. Erstmalig auf Französisch erschienen in: Vive les modernités. Rencontres Internationales de la photographie, Arles, Actes Sud, ISBN 2-7427-2319-6; auf Deutsch und Englisch erschienen in: let's twist again. Performance in Wien von 1960 bis heute, herausgegeben von Carola Dertnig, Stefanie Seibold, Gumpoldskirchen/Wien: D.E.A. Buch- und Kunstverlag, ISBN 3-901867-16-3

## Preise
- 2014 Preis der Stadt Wien für Bildende Kunst
- 2011 Österreichischer Kunstpreis für Künstlerische Fotografie
- 1997 Förderungspreis für Künstlerische Fotografie, Bundeskanzleramt Österreich